# Glicocálix
O Glicocálix (também grafado glicocálice) é uma matriz extracelular, uma camada externa à membrana, presente formada por glicolipídios, esfingolipídios, glicoproteínas e proteoglicanos. Protege a célula contra agressões físicas e químicas, retém nutrientes e enzimas e participa do reconhecimento celular e reconhecimento intercelular, uma vez que diferentes células possuem diferentes glicocálices e diferentes glícidos.
Possui dois tipos de constituintes:
- Variáveis: como as glicoproteínas e as glicosaminoglicanas, que são primeiramente secretadas pela membrana plasmática e depois aderidas por ela;
- Constantes: como a porção glicídica de glicoproteínas e glicolipídeos.

Suas principais funções são de proteção, barreira de difusão, enzimática, antigênica – só a porção constante – adesiva, inibição por contato (às vezes quando a célula é alterada ela perde essa função, então ela continua crescendo e depgliglicocálix mas sobre as outras formando tumores) , reconhecimento celular e definição de um ambiente especial, com pH, força iônica e carga elétrica próprios.
O glicocálix pode atuar como proteção contra certos tipos de vírus. Esta se daria por repulsão eletrostática porque tanto alguns vírus quanto o ácido siálico ou N-acetil-neuramínico (presente em certos glicocálix) possuem carga negativa.
A membrana plasmática é rica em moléculas proteicas e lipídicas contendo glicídios. Estas moléculas ricas em glícidos constituem o glicocálix

## Glicocálix no tecido endotelial vascular
O glicocálix está localizado na superfície apical das células endoteliais vasculares as quais alinham o lúmen. Quando vasos são coloridos com corantes catiônicos, tais como o azul de alcian, microscopia eletrônica de transmissão mostra uma pequena camada irregular estendendo-se aproximadamente 50-100 nm no lúmen de um vaso sanguíneo. Outro estudo usou criomicroscopia eletrônica de transmissão e mostrou que o glicocálix endotelial pode ter até 11μm de espessura.
Está presente em toda uma gama diversa de leitos microvasculares (capilares) e macrovasos (artérias e veias). O glicocálix também consiste em uma ampla gama de enzimas e proteínas que regulam a aderência de leucócitos e trombócitos, uma vez que o seu papel principal na vasculatura é manter a homeostase da parede do plasma e dos vasos. Estas enzimas e proteínas incluem:
- Sintase de óxido nítrico endotelial (NOS endotelial)
- Dismutase superóxido extracelular (SOD3)
- Enzima conversora da angiotensina
- Antitrombina-III
- Lipoproteína lipase
- Apolipoproteínas
- Fatores de crescimento
- Quimiocina

As enzimas e proteínas listadas acima servem para reforçar a barreira glicocálix contra doenças vasculares e outras. Outra função principal do glicocálix dentro do endotélio vascular é que ele protege as paredes vasculares da exposição direta ao fluxo sanguíneo, enquanto serve como uma barreira de permeabilidade vascular. Suas funções protetoras são universais em todo o sistema vascular, mas sua importância relativa varia dependendo de sua localização exata na vasculatura. No tecido microvascular, o glicocálix serve como uma barreira de permeabilidade vascular por inibição da coagulação e adesão de leucócitos. É importante que os leucócitos não fiquem na parede vascular porque são componentes importantes do sistema imunológico que devem ser capazes de viajar para uma região específica do corpo quando necessário. No tecido vascular arterial, o glicocálix também inibe coagulação e adesão dos leucócitos, mas através da mediação da liberação de óxido nítrico (NO) induzido por estresse de esforço. Outra função protetiva em todo o sistema cardiovascular é a sua capacidade de afetar a filtração de fluido intersticial dos capilares no espaço intersticial.
Pesquisas tem mostrado que o glicocálix, o qual é localizado na superfície apical de células endoteliais, é composto de uma rede negativamente carregada de proteoglicanos, glicoproteínas e glicolípidos.